# Notting Hill Gate (stanice metra v Londýně)
Notting Hill Gate je stanice metra v Londýně, otevřená roku 1868 jako Notting Hill. V roce 1880 došlo k přejmenování na Notting Hill & Ladbroke Grove. Stanice je vybavena výtahem a eskalátory. Roku 2006 byly skupinou Urban Eye vyzdobeny mosaikové sloupce severního vchodu. Autobusové spojení zajišťují linky 27, 28, 31, 52, 70, 94, 148, 328, 390 a 452 a noční linky N28, N31 a N207. Stanice se nachází v přepravní zóně 1 a 2. Leží na linkách:
- Central Line (mezi stanicemi Holland Park a Queensway)
- Circle Line a District Line (mezi stanicemi High Street Kensington a Bayswater)

| Rok  | Počet cestujících |
| ---- | ----------------- |
| 2011 | 17,36 mil         |
| 2012 | 17,28 mil         |
| 2013 | 17,39 mil         |
| 2014 | 17,40 mil         |